# Tandy Radio Shack 1000 TX
Tandy Radio Shack 1000 TX (1000 TX) је био кућни рачунар фирме Тенди (Tandy Radio Shack) који је почео да се производи у САД од 1986. године.
Користио је Intel 80286 као микропроцесор. RAM меморија рачунара је имала капацитет од 640 KB (до 768 KB). 
Као оперативни систем кориштен је MS-DOS 3.22. DeskMate 2, GW Microsoft Basic су били укључени са системом.

## Детаљни подаци
Детаљнији подаци о рачунару 1000 TX су дати у табели испод.
|                       |                                                                        |
| [ 1 ]                 |                                                                        |
| Произвођач            | Тенди                                                                  |
| Тип                   | кућни рачунар                                                          |
| Меморија              | 640 (до 768 KB)                                                        |
| Поријекло             | Сједињене Америчке Државе                                              |
| Година                | 1986                                                                   |
| Тастатура             | Тастатура са пуним помаком тастера, 92 тастера, 12 функцијских тастера |
| Процесор              |                                                                        |
| Фреквенција процесора | 8                                                                      |
| RAM                   | 640 (до 768 KB)                                                        |
| ROM                   |                                                                        |
| Текст                 | 80 x 25 / 40 x 25                                                      |
| Графика               | CGA/TGA, 160 x 200, 320 x 200, 640 x 200                               |
| Боја                  | 16 боја                                                                |
| Звук                  | 3 гласа + 1 звучни канал                                               |
| Димензије             | 354 x 290 x 97                                                         |
| Портови               |                                                                        |
| Оперативни систем     | укључени са системом                                                   |